# Rikke Petersen-Schmidt
Rikke Petersen-Schmidt (Aarhus, 14 de janeiro de 1975) é uma ex-handebolista profissional dinamarquesa, bicampeã olímpica.
Rikke Petersen-Schmidt fez parte dos elencos medalha de ouro, de Sydney 2000 e Atenas 2004.